# Сконто (олимпийский комплекс)
Олимпи́йский ко́мплекс «Ско́нто» (латыш. Olimpiskā Skonto halle) — спортивно-развлекательный комплекс Латвии, расположенный в Риге, большую часть которого занимает футбольный стадион и многофункциональный холл.
В холле «Сконто» находятся конференц-залы, тренажёрный зал, а также манеж с искусственным футбольным полем, на котором также проходят многочисленные выставки и концерты.
В 2003 году холл «Сконто» принял в своих стенах 48-й конкурс песни «Евровидение», который в том году проходил в Латвии.
В 2006 году Арена «Сконто» приняла часть матчей группового этапа Чемпионата мира по хоккею.